# Northampton Shire
Northampton Shire är en kommun i regionen Mid West i Western Australia i Australien. Kommunen har en yta på 12 618 km², och en folkmängd på 3 192 enligt 2011 års folkräkning. Huvudort är Northampton, som ligger vid kusten omkring 50 km norr om regionens största stad, Geraldton. Längre norrut ligger staden Kalbarri och dess nationalpark.